# Cae & Eddie Gauntt
Cae & Eddie Gauntt ist ein Gesangsduo, bestehend aus der Sängerin christlicher Popmusik Cae Gauntt und Opernsänger Edward Gauntt.

## Geschichte
Das US-amerikanische Ehepaar Gauntt studierte Gesang an der Baylor University in Waco, Texas. 1979 kamen Cae und Edward Gauntt wegen Engagements an der Wiener Staatsoper und dem Theater an der Wien nach Europa. 1983 folgte der Umzug nach Deutschland als Edward eine Stelle am heutigen Theater Krefeld und Mönchengladbach antrat. Neben der Opernbühne trat das Ehepaar im kleineren Rahmen auch als Duo auf. Anfang der 1980er wurden Cae & Eddie Gauntt bei einem Konzert vom christlichen Musikproduzent und Vertreter der Jugendchorbewegung Klaus Heizmann entdeckt. Mit seinem Studiochor des Musischen Bildungszentrums St. Goar wurde das Ehepaar bald in der deutschen christlichen Musikszene bekannt und konzertierte bundesweit. Im März 1993 trat das Duo im Rahmen des ersten ProChrist mit Billy Graham auf.
Mit der steigenden Solokarriere Caes wurden Duo-Konzerte für einige Jahre jedoch seltener bis 2005 mit dem Album Christmas ein erfolgreiches Comeback gelang. Das nachfolgende Album Inner Sanctum erschien 2010 und beinhaltet konzeptionell Choräle und Kirchenlieder. Ende des gleichen Jahres war das Duo Gast auf der Weihnachtsgala der ERF Medien. 2012 fügte ihr Label Gerth Medien Inner Sanctum seiner exklusiven Reihe Limited Edition mit erweitertem Booklet und veredeltem äußeren Erscheinungsbild hinzu. Im Februar 2014 erschien das Album You Love Me, ebenfalls bei Gerth Medien und produziert von Florian Sitzmann. Das Duo beteiligte sich darüber hinaus an zahlreichen Projekten christlicher Musikproduzenten wie Klaus Heizmann, Jochen Rieger und Gerhard Schnitter und tourt bundesweit. Mit insgesamt drei Auftritten bei ProChrist (1993, 2003 und 2013) sind Cae & Eddie Gauntt die meistgeladenen Gäste der europaweiten Großevangelisation.

## Diskografie
- This Love ... Is A Child. (Pila Music, 2000, EP)
- Christmas. (Gerth Medien, 2005)
- Inner Sanctum. (Gerth Medien, 2010; als Limited Edition 2012)
- You Love Me. (Gerth Medien, 2014)

### Mitwirkung
- Klaus Heizmann präsentiert: Eddie & Cae Gauntt mit dem Studiochor des Musischen Bildungszentrums St. Goar. (1985, MBZ-Verlag, Demo)
- Klaus Heizmann präsentiert: Lichtblicke. (Hintermann, 1985)
- Klaus Heizmann präsentiert: Farbe kommt in dein Leben. (Hänssler Music, 1985)
- Johannes Nitsch präsentiert: Jona. Musical. (Hänssler Music, 1987)
- Johannes Nitsch präsentiert: Wenn wir Gott in der Höhe ehren. (Hänssler Music, 1992)
- Gerhard Schnitter präsentiert: Festival der Weihnachtslieder. (Hänssler Music, 1998)
- Jochen Rieger präsentiert: Jerusalem, geliebte Stadt. (Gerth Medien, 2008)
- Jochen Rieger präsentiert: Lichterglanz. (Gerth Medien, 2008)
- Hans-Werner Scharnowski präsentiert: Gott hat uns nicht vergessen. ProChrist 2013. (Gerth Medien, 2013)

### Live
- ProChrist 93: 3. Abend, 19. März 1993. Mit Billy Graham. (Hänssler, 1993)

## Videos
- Cae & Eddie Gauntt: Was uns hält – Ein musikalisches Porträt von Rainer Wälde. (ERF, 1989)
- Unglaublich – Die Angst wird entmachtet. ProChrist 2003, 8. Abend. (ERF, 2003)
- Wie viel Netz braucht der Mensch?. ProChrist 2013, 2. Abend. (ERF, 2013)